# フリオ・プリエト
フリオ・プリエト・マルティン（Julio Prieto Martín、1960年11月21日 - ）は、スペイン・マドリード出身の元サッカー選手。現役時代のポジションはミッドフィールダー。

## 経歴
アトレティコ・マドリードのカンテラで育成され、1979年12月20日、コパ・デル・レイのアトレティコ・バルデモロ戦にて、先発フル出場してトップチームデビューを果たした。1982-83シーズンからレギュラーに定着すると、1986-87シーズン終了後にセルタ・デ・ビーゴへ移籍するまでの2度のメジャータイトルを獲得した。1985-86シーズンにはUEFAカップウィナーズカップにてFCディナモ・キーウとの決勝に先発フル出場したが、試合には0-3で敗れた。セルタでの3シーズンもレギュラーとして活躍し続けたが、在籍3シーズン目にクラブがセグンダ・ディビシオンへと降格したことを受けて古巣アトレティコ・マドリードへ復帰した。その後は以前のような輝きを取り戻すことなくキャリアを終えた。
現役引退後はしばらく世間に顔を見せずにいたが、2017年4月、麻薬密売に関わったことが当局によって明かされ、後の裁判を経て2年間の懲役刑が課されたことが報じられた。

## タイトル

### クラブ
アトレティコ・マドリード
- コパ・デル・レイ : 2回 (1984-85, 1990-91)
- スーペルコパ・デ・エスパーニャ : 1回 (1985)